# Zurab Sakandelidze
Zurab Sakandelidze, en georgiano:  ზურაბ საკანდელიძე, nacido el 9 de agosto de 1945 en Kutaisi, Georgia y fallecido el 25 de enero de 2004 en Tiflis, Georgia, fue un jugador soviético de baloncesto. Consiguió 9 medallas en competiciones internacionales con la Unión Soviética. 